# Galen Gering
Galen Laius Gering (ur. 13 lutego 1971 w Los Angeles) – amerykański aktor telewizyjny i model pochodzenia żydowskiego i rosyjskiego ze strony ojca i Basków ze strony matki. 

## Życiorys
Urodził się w Los Angeles w stanie Kalifornia jako syn Alana Geringa i artystki zachodniego wybrzeża Michele de Oñate. Dorastał ze starszą siostrą Charissą. Ukończył szkołę średnią poprzez pocztę mailową. Rozegrał siatkówkę plażową Pro-Am.
W wieku 18 lat, Gering przeniósł się do Nowego Jorku, aby rozpocząć karierę modela i ukończył gimnazjum. Wyjechał do Europy jako model agencji Irene Marie Models. Pojawił się w ponad pięćdziesięciu reklamach Armaniego i Valentino. 
Uczęszczał przez rok na New York University. W 1999 ukończył University of Miami w Coral Gables na wydziale pisarstwa i filmowym. 
Debiutował rolą oficera Luisa Lopeza-Fitzgeralda w operze mydlanej NBC Passions (1999-2008). 
W dniu 31 października 2008 roku trafił do obsady opery mydlanej NBC Dni naszego życia (Days of Our Lives) jako agent FBI Rafe Hernandez.
3 stycznia 2000 poślubił Jennę Hudlett. Mają dwóch synów: Dillona Phnoenixa (ur. 3 sierpnia 2006) i Jensena (ur. 17 lipca 2008).

## Filmografia

### Seriale TV
- 1999-2008: Passions jako Luis Lopez-Fitzgerald/Liam
- 2003: Mów mi swatka (Miss Match) jako Adrian
- 2008-: Dni naszego życia (Days of Our Lives) jako Rafe Hernandez
- 2009: Dwa światy (10 Items or Less) jako Dale
- 2009-2010: Wenecja: Seria (Venice the Series) jako Owen Brogno